# Kunsthalle Zürich
Ne doit pas être confondu avec Kunsthaus de Zurich.
La Kunsthalle Zürich est un centre d'exposition d'art contemporain à Zurich, en Suisse. Il est situé sur la Limmatstrasse, dans le centre-ville. 

## Historique
Beatrix Ruf (en) dirige le musée de 2001 à 2014, puis Daniel Baumann lui succède à cette date.
L'exposition de Gilbert et George est fermée prématurément en 2020 en raison de la pandémie de Covid-19.

## Expositions
Un certain nombre d'expositions temporaires y sont organisées chaque année.
Certains artistes ont eu des expositions individuelles :
- Wolfgang Tillmans
- Sherrie Levine
- Isa Genzken
- Sarah Lucas
- Ulla von Brandenburg
- Sturtevant
- Gabriel Orozco
- Philippe Parreno
- Trisha Donnelly
- Rosemarie Trockel
- Walid Raad
- Keith Tyson
- Didier Vermeiren

## Voir également